# Ayat

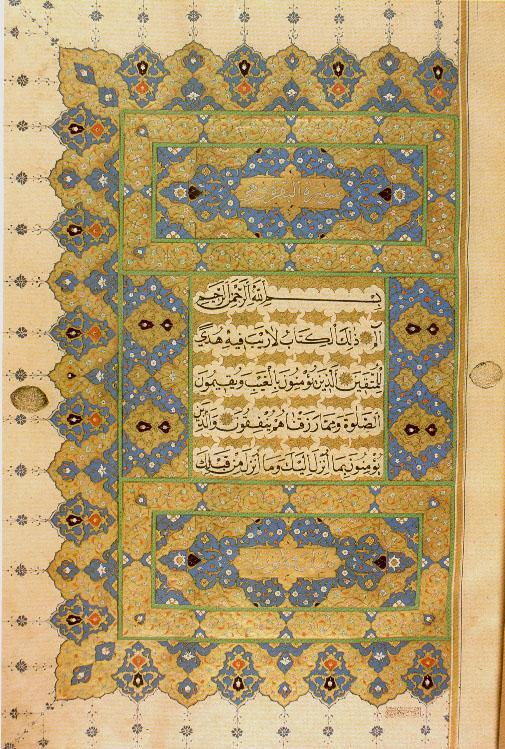
Página de um Alcorão do século XVI aberto mostrando os sura (capítulos) 2, e os ayat (versos) 1-4.

Aya, Aia, Aleya, ou Ayat, do árabe (آية  al-'āyah,  plural آيات ʾāyātun) significa "sinal", "presságio" ou "milagre", e é o nome de cada um dos 6236 versículos ou subdivisões de uma sura ou capítulo do Alcorão, o livro sagrado do Islão.